# Mattias Rönngren
Mattias Rönngren (* 22. November 1993 in Åre, Jämtlands län) ist ein schwedischer Skirennläufer. Er startet in allen Disziplinen und hat seine Stärken in den technischen Disziplinen Riesenslalom und Slalom.

## Biografie
Mattias Rönngren wuchs in Åre auf. Er begann im Alter von zwei Jahren mit dem Skifahren und startete seine Karriere als Rennläufer mit zehn Jahren. Nach Abschluss der Skihochschule in seinem Heimatort studierte er an der Mittuniversitetet in Östersund. Er nahm mehrmals an den Big Mountain Championships, einem Freeride-Bewerb in Riksgränsen, teil und erreichte als bestes Ergebnis einen vierten Platz.
Rönngren bestritt kurz nach seinem 15. Geburtstag in Tärnaby seine ersten beiden FIS-Rennen. Im März 2012 nahm er in Roccaraso erstmals an Juniorenweltmeisterschaften teil und belegte im Super-G Rang 26. Im Winter darauf gab er in der Abfahrt auf der Reiteralm sein Europacup-Debüt, konnte vorerst aber keine nennenswerten Ergebnisse erzielen. Bei seinen zweiten Juniorenweltmeisterschaften in Québec trat er in drei Disziplinen an und belegte die Ränge 21, 23 und 45 in Riesenslalom, Abfahrt und Super-G. Ein Jahr später in Jasná startete er nur noch in den technischen Disziplinen, schied jedoch in beiden Rennen aus. Nach guten Ergebnissen im Australia New Zealand Cup verbesserten sich seine Europacup-Resultate im Riesenslalom in der Saison 2014/15 deutlich. Sein bestes Ergebnis gelang ihm im März 2015 mit einem sechsten Platz in Jasná.
Am 12. Dezember 2014 gab Rönngren im Riesenslalom von Åre sein Weltcup-Debüt, kämpfte danach aber lange mit Ausfällen und Nichtqualifikationen. Im Februar 2017 nahm er in St. Moritz erstmals an Weltmeisterschaften teil und belegte in seiner Paradedisziplin Rang 27. Nach Podestplätzen im Far East Cup kürte er sich am Ende der Saison in der Kombination erstmals zum schwedischen Meister, 2018 gelang ihm das zum ersten Mal auch im Riesenslalom. Seine ersten Weltcup-Punkte gewann Rönngren im Januar 2019 als 27. des Riesenslaloms von Adelboden. Im Dezember desselben Jahres fuhr er im Parallelriesenslalom von Alta Badia überraschend auf Platz sechs. Nach weiteren Platzierungen in den Punkterängen kam er Ende Januar 2020 bei einem Trainingslauf im Fassatal zu Sturz und erlitt eine Knie- und Seitenbandverletzung. Bei den Weltmeisterschaften 2021 in Cortina d’Ampezzo gewann er die Silbermedaille im Mannschaftswettbewerb.
Rönngren ist mit seiner Teamkollegin Anna Swenn-Larsson liiert.

## Erfolge

### Olympische Spiele
- Peking 2022: 13. Mannschaftswettbewerb

### Weltmeisterschaften
- St. Moritz 2017: 27. Riesenslalom
- Åre 2019: 25. Super-G
- Cortina d’Ampezzo 2021: 2. Mannschaftswettbewerb, 16. Parallelrennen
- Courchevel 2023: 11. Mannschaftswettbewerb, 12. Parallelrennen, 21. Riesenslalom

### Weltcup
- 1 Platzierung unter den besten zehn

### Weltcupwertungen
| Saison  | Gesamt | Gesamt | Riesenslalom | Riesenslalom | Kombination | Kombination | Parallel | Parallel |
| Saison  | Platz  | Punkte | Platz        | Punkte       | Platz       | Punkte      | Platz    | Punkte   |
| ------- | ------ | ------ | ------------ | ------------ | ----------- | ----------- | -------- | -------- |
| 2018/19 | 145.   | 6      | 52.          | 4            | 44.         | 2           | –        | –        |
| 2019/20 | 93.    | 63     | 37.          | 16           | 37.         | 7           | 14.      | 40       |
| 2020/21 | 110.   | 26     | 40.          | 18           | –           | –           | 23.      | 8        |
| 2021/22 | 110.   | 31     | 36.          | 21           | –           | –           | 21.      | 10       |
| 2022/23 | 125.   | 18     | 44.          | 18           | –           | –           | –        | –        |
| 2023/24 | 140.   | 5      | 54.          | 5            | –           | –           | –        | –        |

### Juniorenweltmeisterschaften
- Roccaraso 2012: 26. Super-G
- Québec 2013: 21. Riesenslalom, 23. Abfahrt, 45. Super-G

### Weitere Erfolge
- 4 schwedische Meistertitel (Riesenslalom 2018 und 2019, Super-G 2019, Kombination 2017)
- 1 schwedischer Jugendmeistertitel (Riesenslalom 2014)
- 4 Podestplätze im Far East Cup
- 4 Podestplätze im Australia New Zealand Cup
- 20 Siege in FIS-Rennen